# Championnat de Maurice de football 1988-1989
Navigation
Saison précédente Saison suivante
La saison 1988-1989 de Barclays League est la quarante-et-septième édition de la première division mauricienne. Les dix meilleures équipes du pays s'affrontent en matchs aller et retour au sein d'une poule unique. À la fin du championnat, le dernier du classement est relégué et remplacé par la meilleure équipe de deuxième division. 
C'est le club de Sunrise SC qui a été sacré champion de Maurice pour la deuxième fois de son histoire. Le club termine en tête du classement final du championnat, avec trois points d'avance sur Cadets Club Trianon Quatre Bornes et quatre sur le tenant du titre Fire Brigade SC.

## Les équipes participantes
| - Cadets United - Fire Brigade SC - Police - Racing - Fuel Youth | - Scouts Club - Sunrise SC - Young Tigers SC St. Pierre - Mahébourg United - R.B.B.S. Port Louis |

## Classement
Le classement est établi sur le barème de points classique (victoire à 2 points, match nul à 1, défaite à 0).
| Rang | Équipe                            | Pts | J  | G  | N | P  | Bp | Bc | Diff |
| ---- | --------------------------------- | --- | -- | -- | - | -- | -- | -- | ---- |
| 1    | Sunrise SC                        | 31  | 18 | 14 | 3 | 1  | 53 | 8  | +45  |
| 2    | Cadets Club Trianon Quatre Bornes | 28  | 18 | 12 | 4 | 2  | 30 | 10 | +20  |
| 3    | Fire Brigade Rose-Hill (T) (C)    | 27  | 18 | 11 | 5 | 2  | 44 | 9  | +35  |
| 4    | Mahébourg United                  | 16  | 18 | 6  | 4 | 8  | 24 | 20 | +4   |
| 5    | Police                            | 15  | 18 | 6  | 3 | 9  | 25 | 38 | -13  |
| 6    | Racing                            | 14  | 18 | 5  | 4 | 9  | 19 | 35 | -16  |
| 7    | Young Tigers SC St. Pierre        | 14  | 18 | 6  | 2 | 10 | 16 | 33 | -17  |
| 8    | Fuel Youth                        | 13  | 18 | 5  | 3 | 10 | 18 | 30 | -12  |
| 9    | R.B.B.S. Port Louis               | 12  | 18 | 4  | 4 | 10 | 12 | 34 | -22  |
| 10   | Scouts Club                       | 10  | 18 | 3  | 4 | 11 | 12 | 34 | -22  |

| Légende : Qualifications et relégations | Légende : Qualifications et relégations                                                       |
| --------------------------------------- | --------------------------------------------------------------------------------------------- |
|                                         | Qualifié pour la Coupe des clubs champions africains 1990                                     |
|                                         | Club relégué en D2                                                                            |
|                                         | (T) : Tenant du titre (P) : Promu de deuxième division (C) : Vainqueur de la Coupe de Maurice |

## Bilan de la saison
| Championnat de Maurice de football 1988-1989             |                       |
| Champion                                                 | Sunrise SC (2e titre) |
| Coupes et trophées                                       |                       |
| Vainqueur de la Coupe de Maurice 1988-1989               | Fire Brigade SC       |
| Qualifications continentales                             |                       |
| Coupe des clubs champions africains 1990                 | Sunrise Flacq United  |
| Coupe d'Afrique des vainqueurs de coupe de football 1990 | Aucun                 |
| Promotions et relégations                                |                       |
| Promus en Barclays League                                | ?                     |
| Relégués en First League                                 | Scouts Club           |